# Gaston Thorn
Gaston Egmont Thorn (Luxemburg-Stad, 3 september 1928 - aldaar, 26 augustus 2007) was een Luxemburgs politicus. Hij was onder meer premier van Luxemburg en voorzitter van de Europese Commissie. Hij was lid van de liberale Demokratesch Partei (DP).

## Opleiding en vroege carrière
Tijdens de Tweede Wereldoorlog nam Thorn, toen nog een schooljongen, deel aan het verzet tegen de Duitsers. Hij zat vervolgens wegens zijn aandeel hierin enkele maanden gevangen in een concentratiekamp. Na de oorlog studeerde hij rechten in Montpellier, Lausanne en Parijs. Nadien was hij advocaat in Luxemburg-Stad.

## Politieke loopbaan
Begonnen als voorzitter van de liberale jongeren, werd hij in 1959 zowel in de Kamer van Afgevaardigden als in het Europees Parlement verkozen (tot 1969 had hij in laatstgenoemde zitting).
Thorn werd in 1962 eveneens tot voorzitter van de Demokratesch Partei verkozen. Hij bleef tot 1969 partijvoorzitter. In 1971 werd hij voor de tweede maal partijvoorzitter en bekleedde deze functie ditmaal tot 1980.
Op 6 februari 1969 trad hij als minister van Buitenlandse Zaken, Openbare Werken, Openbare Dienstverlening en Sport toe tot het kabinet-Werner-Schaus II. In de kabinetten-Werner-Schaus III en IV (5 juli 1971 - 15 juni 1974) behield hij deze ministersposten.

### Premierschap
Bij de Luxemburgse parlementsverkiezingen van 26 mei 1974 behaalde de DP een grote stembusoverwinning. De DP ging van 11 naar 14 zetels. De regerende Chrëschtlech Sozial Vollekspartei (CSV), de coalitiepartner van de DP, ging echter flink achteruit; zij verloor 3 zetels en kwam op 18 zetels uit in de 59 zetels tellende Kamer van Afgevaardigden. Andere verliezer was de Lëtzebuerger Sozialistesch Aarbechterpartei (LSAP); zij verloor 1 zetel en kwam op 17 zetels uit.
Ofschoon de DP met de CSV verder kon regeren, zag men hiervan af. De DP en de LSAP besloten te onderhandelen over een coalitie zonder de CSV. Dit resulteerde in het kabinet-Thorn(-Vouel-Berg) (15 juni 1974 - 16 juli 1979). Thorn werd - ondanks dat de DP qua zetelaantal kleiner was dan de LSAP - president van de regering (dat wil zeggen premier).

Thorn werd ook minister van Buitenlandse Zaken, Buitenlandse Handel, Sport (tot 16 september 1977) en van Economische Zaken (vanaf 16 juli 1979).
Het kabinet-Thorn regeerde met een zeer kleine meerderheid in de Kamer van Afgevaardigden (slechts 31 van de 59 zetels) en was vaak aangewezen op de steun van de CSV-fractie en de fractie van de kleine Sozialdemokratesch Partei (SDP, een afsplitsing van de LSAP). Als premier zette Thorn zich in voor de vestiging van het Europees Parlement in het Groothertogdom Luxemburg.
In zijn hoedanigheid van minister van Buitenlandse Zaken was Thorn in 1975 tevens voorzitter van de Algemene Vergadering van de Verenigde Naties.

### Vicepremierschap
De sociaaldemocratisch-liberale coalitie van premier Thorn leed bij de Luxemburgse parlementsverkiezingen van 10 juni 1979 een nederlaag en verloor haar meerderheid in de Kamer. De DP wist echter wel één zetel te winnen ten opzichte van 1974. De CSV was de grote winnaar. Pierre Werner (CSV) vormde hierop met de DP een coalitie en Thorn werd vicepremier, minister van Buitenlandse Zaken, Buitenlandse Handel, Coöperatie, Economie, Middenstand en Justitie (16 juli 1979 - 21 november 1980).

### Voorzitterschap Europese Commissie

Gaston Thorn (tweede van links) als voorzitter van de Europese Commissie aanwezig bij een top van de G8 in 1983 in de Verenigde Staten

Met het oog op zijn benoeming per 1 januari 1981 tot voorzitter van de Europese Commissie trad Thorn op 21 november 1980 als minister af. Colette Flesch van de DP volgde hem als vicepremier op. Van 6 januari 1981 tot 5 januari 1985 oefende hij deze internationale politieke functie uit.
Als voorzitter ijverde hij voor een uitbreiding alsmede voor een vergroting van de invloed van de Europese Unie. De basis voor de toetreding van Spanje en Portugal in 1986 kwam tijdens zijn voorzitterschap tot stand. Ook werd de macht van de Europese Commissie verder uitgebreid, dit ondanks protesten van het Europees Parlement en de nationale parlementen. Verder werkte hij nauw samen met Valéry Giscard d'Estaing en werd hij daarom gezien als de verdediger van de Franse belangen in de Europese politiek.

## Overige betrekkingen
Van 1985 tot 1999 was hij lid van de raad van bestuur van de Banque Internationale à Luxembourg. In 1987 werd hij directeur-generaal van de Compagnie Luxembourgeoise de Télédiffusion (de voorloper van de RTL Group). In 2004 ging hij met pensioen.
Verder was hij voorzitter van de Internationale Europese Beweging en lid van de Trilaterale Commissie. Daarnaast was hij voorzitter van de Liberale Internationale, een organisatie waar diverse liberale partijen bij zijn aangesloten.
Gaston Thorn overleed op 78-jarige leeftijd.

## Erkenning
In 1986 kreeg hij het Creu de Sant Jordi, een van de hoogste onderscheidingen van de Catalaanse regering.
In 1976 kreeg hij het Ridder Grootkruis in de Orde van de Nederlandse Leeuw.